# Epizóm
Epizómy jsou přídatný genetický materiál u některých bakterií, prvoků a rostlin, který není striktně vázán na buněčné organely a pro hostitele je zpravidla postradatelný. Pokud ho organizmus má, přináší mu někdy určité výhody, lepší adaptovatelnost na prostředí a větší šíři reakcí na podmínky vnějšího prostředí. Někdy se ale mohou epizómy chovat podle původní molekulární funkce jako molekulární parazité.

## Plazmidy
Plazmidy jsou přídatným genetickým materiálem u některých bakterií, kvasinek a rostlinných mitochondrií. Zpravidla mají dvojvláknovou DNA strukturu, ale mohou existovat i RNA plazmidy.[zdroj?] Pokud se nacházejí v hostitelské buňce, jsou schopné autonomní replikace, jenž není závislá na replikaci jaderné DNA. Některé plazmidy se však do DNA včleňují a replikují se společně s ní. Ty se nazývají konjugativními plazmidy. Jejich počet může být různý – v některé bakterii se mohou nacházet v jednom exempláři, v jiné až v padesáti, některé bakterie plazmidy nemají vůbec. Plazmidy se mezi bakteriemi snadno přenáší a šíří, některé umožňují jejich konjugaci – parasexuální diferenciaci. Plazmidy jsou zodpovědné za vznik rezistence bakterií vůči antibiotikům, protože jejich geny se nacházejí právě v plazmidech. Tyto geny zpravidla řídí tvorbu enzymů, které dokážou antibiotikum substrátově rozložit, nebo zabrání jeho průchodu přes buněčnou stěnu.

## F partikule
F partikule se vyskytují u bakterie Escherichia coli a slouží pro přenos genetické informace po jejich konjugaci. F+ bakterie předá částici F- bakterii, která ji zabuduje do svého genomu a zapříčiní rekombinaci.